# Golfino
Golfino是一九八六年三月一日由Christel  Kirsten和Dr. Bernd Kirsten共同建创。公司始于针织品的专家，时至今日已成为成套户外运动服装的专家。Golfino是欧洲市场高尔夫服装的领跑者，以卓越的面料材质和雅致的设计风格，吸引着极高比例的固定客户。

## 公司历史
1986年，Dr. Bernd Kirsten和Christel Kirsten创立Golfino公司。 他们的灵感来源于1985年第一位德国籍高尔夫选手伯納德·蘭格赢得世界四大顶极高尔夫赛事之一的美國名人賽冠军，并在一年内成为世界头号高尔夫选手。Kirsten夫妇决定把所有的创业激情投入到欧洲的高尔夫事业并成立了Golfino公司。起初创制最适合在高尔夫球场穿戴的针织衣，同时也能引领都市时尚风。吸引眼球的图案装饰是1980年代的时尚标记，Kirsten夫妇成功的把它们结合到高尔夫服装领域。Golfino品牌迅速发展成为提供全套具有卓越品质和高科技面料的服装供应商。总部位于德国汉堡附近，在葡萄牙拥有自己的生产工厂，35家自有的零售专卖店及奥特莱斯打折店，及其500家店中店，拥有250名员工的Golfino是欧洲高尔夫服饰市场的领跑者。

## 专卖店分布
在德国国内市场，Golfino的旗舰店主要在柏林，杜塞尔多夫，法兰克福，汉堡，慕尼黑和叙尔特岛。在欧洲市场，Golfino的商业运营专注在比利时，丹麦，芬兰，法国，爱尔兰，奥地利，葡萄牙，西班牙和英国。零售专卖店主要座落在伦敦和巴黎这样的大都市圈或者位于西班牙南部安达卢西亚自治区的的度假圣地马贝拉。2014年Golfino在世界上最富盛名的高尔夫球起源圣地，苏格兰的圣安德鲁斯老球场区域开设旗舰店。自从2014年起，Golfino的商业版图开始向亚洲和北美扩张。 北美第一家旗舰店位于美国佛罗里达州Palm Beach棕榈滩， 同时也非常成功的进入中国市场。

## 商标
Golfino 的商标展现了一个高尔夫球者的完成动作的定位。 它放置在所有服装和配件上，比如手套，帽子，提包，标显了Golfino的品牌商品。

## 公司网址
- Golfino Official website （页面存档备份，存于）